# Marionia cucullata
Marionia cucullata is een slakkensoort uit de familie van de Tritoniidae. De wetenschappelijke naam van de soort is voor het eerst geldig gepubliceerd in 1852 door Couthouy.